# Week-end à Zuydcoote (film)
Pour les articles homonymes, voir Week-end à Zuydcoote.
Pour plus de détails, voir Fiche technique et Distribution.
Week-end à Zuydcoote est un film franco-italien réalisé par Henri Verneuil, sorti en 1964, adapté du roman de même nom de Robert Merle.

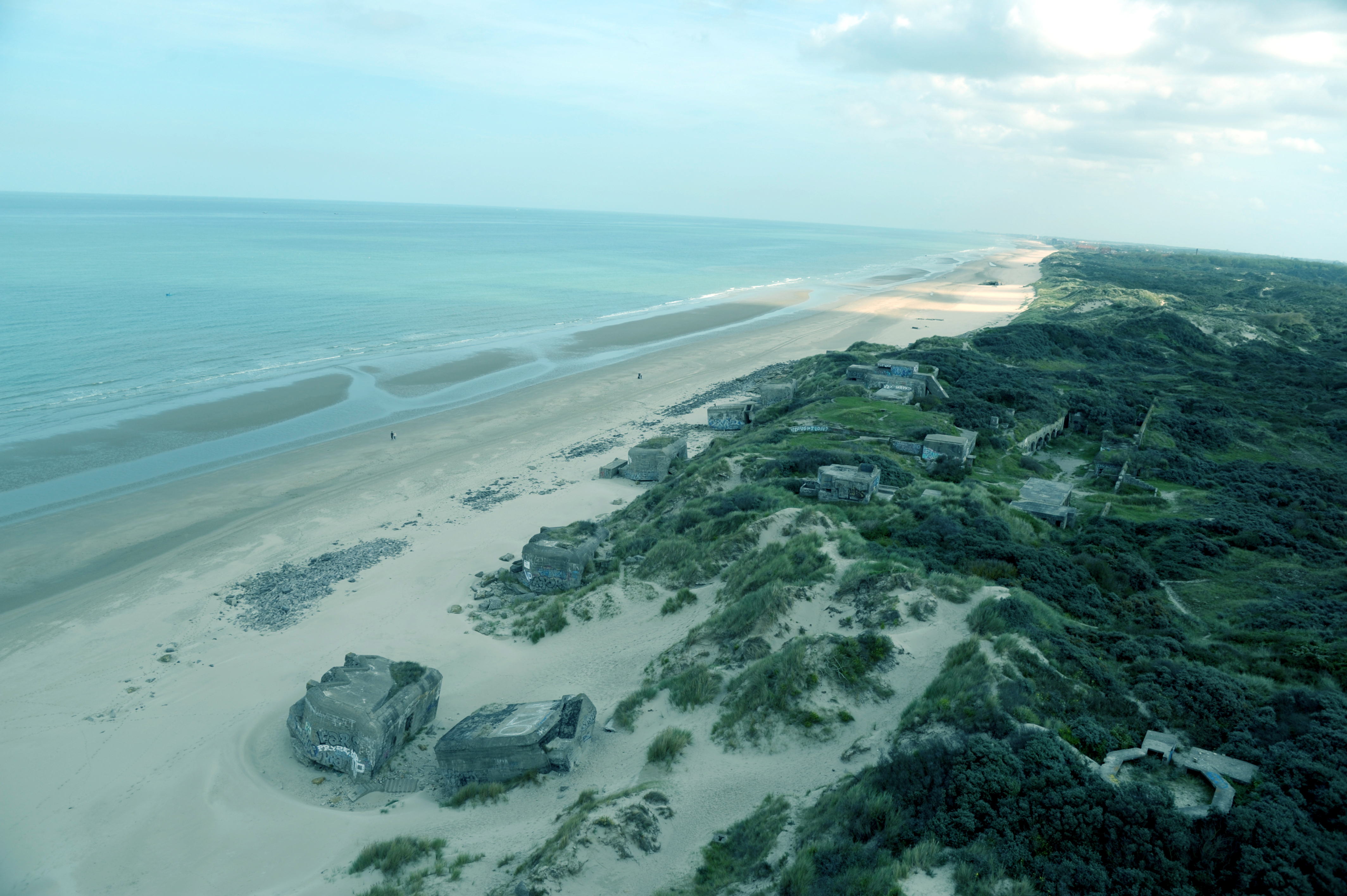
Les blockhaus sur la plage de Zuydcoote.

## Synopsis
Du 28 mai au 3 juin 1940, durant la bataille de Dunkerque, sous les bombardements allemands, les troupes françaises et britanniques sont massées sur les plages de Zuydcoote en attendant leur embarquement pour l'Angleterre. Julien Maillat, jeune sergent-chef français, rencontre Jeanne, jeune femme retranchée dans sa maison en ruines.
Julien Maillat et sa bande (l’abbé Pierson, Dhéry et Alexandre) partagent leur quotidien dans une ambulance abandonnée en attendant les ordres.
Julien ne se satisfait pas de la situation de déroute militaire des armées française et britannique. Il veut quitter la poche de Dunkerque et cherche à embarquer sur un bateau pour l’Angleterre.
Il fait la rencontre du fusilier-mitrailleur Pinot qui abat un avion allemand avec son fusil mitrailleur et gagne la sympathie des soldats anglais. Maillat obtient un laissez-passer grâce au capitaine Robinson qui l'aide à embarquer dans un navire anglais.
Le navire anglais est attaqué par des Junkers Ju 87 qui le coulent. Maillat regagne la rive à la nage. Il retrouve l'abbé Pierson qui lui annonce le départ de Dhéry.
Maillat retourne à la maison de Jeanne et la découvre avec deux soldats français qui tentent de la violer : après avoir essayé de les raisonner, ils se battent et il les tue. Maillat tente de convaincre Jeanne de quitter la maison et de rejoindre sa sœur. Jeanne refuse et se met à séduire Maillat qui l'oblige à un rapport sexuel.
De retour à l'ambulance, taraudé de remords, il raconte son erreur à l'abbé et à Alexandre. Alexandre décide d'aller à la fontaine pour chercher de l'eau et est tué lors d'un bombardement aérien. Il est enterré dans les dunes par le trio Maillat, Pinot et l'abbé Pierson.  
Le trio se sépare : Pinot retourne vers son régiment, l'abbé Pierson propose ses services au sanatorium et Maillat retourne voir Jeanne.  Il retrouve Jeanne à la maison pour se faire pardonner. Il lui propose de quitter ensemble le secteur et de se marier. Jeanne accepte et Maillat lui demande de le retrouver à l'ancienne ambulance à 19 heures.
Dénouement et révélations finales : pendant que Maillat attend Jeanne, un bombardement massif ravage le secteur et l'ancienne ambulance. Mortellement blessé, Maillat aperçoit de loin que Jeanne chemine sur la plage pour le rejoindre comme elle l'avait promis. Il succombe à ses blessures en ayant cette ultime vision.

## Différences entre film et roman
Dans le film : 
1 - Maillat est donné comme appartenant au 110è RI, un régiment dont effectivement certains éléments furent encerclés à Dunkerque. Le roman ne contient aucune indication de ce genre, on ne connaît pas l’unité de Maillat. À son arrivée dans la poche un officier lui demande des détails sur ses derniers combats mais le roman ne mentionne pas cet interrogatoire. Maillat semble sergent dans le roman mais sergent-chef dans le film.
2 - La scène où le médecin Cirilli décrit les victimes des bombardements n'existe pas dans le roman.
3 - On voit Maillat crever un baril d'essence pour remplir son briquet, le roman ignore cet acte.
4 - Pinot abat un avion ennemi avec son FM. Le roman ne contient pas cet événement.
5 - Pinot abat 2 espions allemands déguisés en bonnes sœurs. Rien de tel ne se trouve dans le roman.
6 - À la fin du film, on voit Jeanne allant rejoindre Maillat sur la plage. Dans le roman, un bombardement la tue dans sa maison.
7 - L’officier anglais avec qui Maillat sympathise s’appelle Rawlinson dans le film mais Gabet dans le roman. Ses considérations sur la victoire stratégique que constitue le rembarquement sont absentes du roman.
8 - Le couple franco-anglais qui tente de s’embarquer n’existe pas dans le roman.
9 - Cirilli, le médecin connu de Dhéry est tué avec son infirmière dans le roman, événement absent du film.
10 - Dans tout le roman les bombardiers ennemis sont nommés «Stukkas» avec 2 «k». Par ailleurs, si de nombreux bombardements ont lieu tout au long du film, quand on voit les avions agir, ils ne le font que par mitraillages et ressemblent plus à des chasseurs Bf 109 qu'à des Ju 87.
11 - L'épisode de l'aviateur allemand fusillé par tous les soldats de la plage n'existe pas dans le roman.
12 - La visite de Maillat au bureau anglais devant délivrer les bons de rembarquement est comique dans le film et tragique dans le roman. Le gag du tampon triangulaire n'existe pas dans le roman.
13 - L'enterrement d'Alexandre est assez différent dans le film et le roman.
14 - Au début du film, on voit Jeanne observer les bombardements à la jumelle mais le roman ne contient rien de tel.
15 - Globalement, le film contient plus d'action que le roman où les dialogues, d'un langage très réaliste, tiennent une place énorme. Les conversations à nature théologique entre Maillat et Pierson sont pratiquement absentes du roman.
16 - À aucun moment le film et le roman ne font état du métier de Maillat dans le civil. Dans le film, on apprend grâce à Dhéry que Maillat parle bien l'allemand mais dans le roman il parle couramment l'anglais au point de réciter du Shakespeare ; il a d'ailleurs voyagé en Angleterre avant la guerre. Maillat est donc un intellectuel très instruit  (son comportement ne correspond pas toujours à cet état) mais on ignore tout de son activité d'avant-guerre ; dans le roman, un personnage voit en lui un instituteur et lui donne une origine provençale (les Provençaux parlant l'allemand et l'anglais couramment doivent pourtant être assez rares !).

## Fiche technique
- Titre : Week-end à Zuydcoote
- Titre anglais : Weekend at Dunkirk
- Réalisation : Henri Verneuil assisté de Claude Pinoteau, Pierre Delanjeac, Georges Grodzenczyk et Jean Claude Lemonnier
- Scénario : François Boyer (adaptation) et Robert Merle (dialogue), d'après le roman de même titre de ce dernier
- Direction artistique : Pierre Charron
- Décors : Robert Clavel
- Costumes : Jean et Léon Zay
- Photographie : Henri Decaë
- Son : René Longuet
- Montage : Claude Durand
- Musique : Maurice Jarre et chanson chantée par Charles Aznavour
- Production : Robert Hakim et Raymond Hakim
- Société(s) de production : Paris Film Productions et Interopa Film
- Société(s) de distribution : Pathé Consortium Cinéma (France), 20th Century Fox (USA)
- Pays d'origine : France et Italie
- Langue : Français / Anglais / Allemand
- Genre : Drame / Guerre
- Durée : 119 minutes
- Dates de sortie : France, 18 décembre 1964
- Format : Couleurs (Eastmancolor) - 35 mm - 2,35:1 (Franscope) - son mono (Westrex Recording System)
- Affiche : René Ferracci (France)

## Distribution
- Jean-Paul Belmondo : le sergent-chef Julien Maillat
- Jean-Pierre Marielle : l’abbé Pierson
- François Périer : Alexandre
- Pierre Mondy : Dhéry
- Catherine Spaak : Jeanne
- Georges Géret : le fusilier-mitrailleur Pinot
- Ronald Howard : le capitaine Robinson

Par ordre d'apparition dans le film
- Gérard Darrieu : un sergent-chef
- Pierre Collet : le capitaine français
- Robert Bazil : un soldat dans l'abri
- Maurice Auzel : un soldat dans l'abri (non crédité)
- Albert Rémy : Virrel, le soldat au charreton
- François Guérin : le lieutenant pressé
- Louis Viret : le chauffeur du lieutenant
- Julien Verdier : l'infirmier
- Dominique Zardi : le caporal-chef réceptionniste
- Michel Barbey : Dr Claude Cirilli
- Marie-France Boyer : Jacqueline, l'infirmière
- Charles Bouillaud : le soldat rouspéteur
- Marie-France Mignal : Antoinette, la sœur de Jeanne
- Christian Melsen : un espion allemand
- Rolph Spath : un espion allemand
- Eric Sinclair : le capitaine Clark
- Donald O'Brien : le sergent anglais contrôlant les files
- Kenneth Haigh : John Atkins
- Marie Dubois : Hélène, la femme d'Atkins
- Nigel Stock : le sergent anglais transportant un cheval à bascule et brûlé lors de l'attaque
- Christian Barbier : Paul
- Jean-Paul Roussillon : la gouape
- Robert Rollis : le soldat à bicyclette
- Paul Préboist : le soldat qui boit
- Pierre Vernier : un croque-mort
- Bernard Musson : un croque-mort
- Bob Lerick : le chauffeur du camion des morts
- Raoul Delfosse : le soldat annonçant la mort d'Alexandre
- Premier speaker : Roger Rudel
- 2e speaker accent allemand : Howard Vernon

## Box-office
- France : 3 154 140 entrées en salles[3]

## Tournage
Le film a notamment été tourné à Bray-Dunes, commune voisine de Zuydcoote.
L'armée française a pu fournir à la production des quantités importantes de matériel d'époque (uniformes, armes, voitures, camions, chars, avions) et des consultants, accentuant donc grandement le réalisme du métrage.